# The Only Promise That Remains
„The Only Promise That Remains” este un duet country înregistrat de cântăreții americani Reba McEntire și Justin Timberlake pentru al 24-lea album de studio al lui McEntire, Reba: Duets.